# Валлимаунт

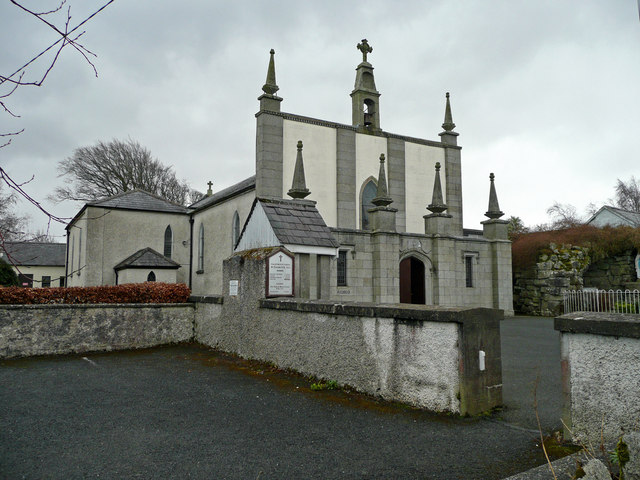
Церковь святого Иосифа в Валлимаунте

Валлимаунт (англ. Valleymount; ирл. Moin an Bhealaigh) — деревня в Ирландии, находится в графстве Уиклоу (провинция Ленстер) у трассы R758 неподалёку от Холливуда, Баллимор-Юстаса, Блессингтона, Баллиноккана и Лакена.